# Гребля (Черкасская область)
Гребля (укр. Гребля) — село в Уманском районе Черкасской области Украины.
Население по переписи 2001 года составляло 216 человек. Почтовый индекс — 20010. Телефонный код — 4745.

## История
В 1946 году указом ПВС УССР село Циберманова Гребля переименовано в Греблю.

## Местный совет
20010, Черкасская обл., Христиновский р-н, с. Ботвиновка